# مظفری شمالی
مظفری شمالی، روستایی است از توابع بخش مرکزی شهرستان دیلم استان بوشهر ایران.

## جمعیت
این روستا در دهستان لیراوی شمالی قرار دارد و بر اساس سرشماری سال ۱۳۸۵ جمعیت آن ۲۴۶نفر (۴۶خانوار) می‌باشد.